# Haus Dahl (Marienheide)

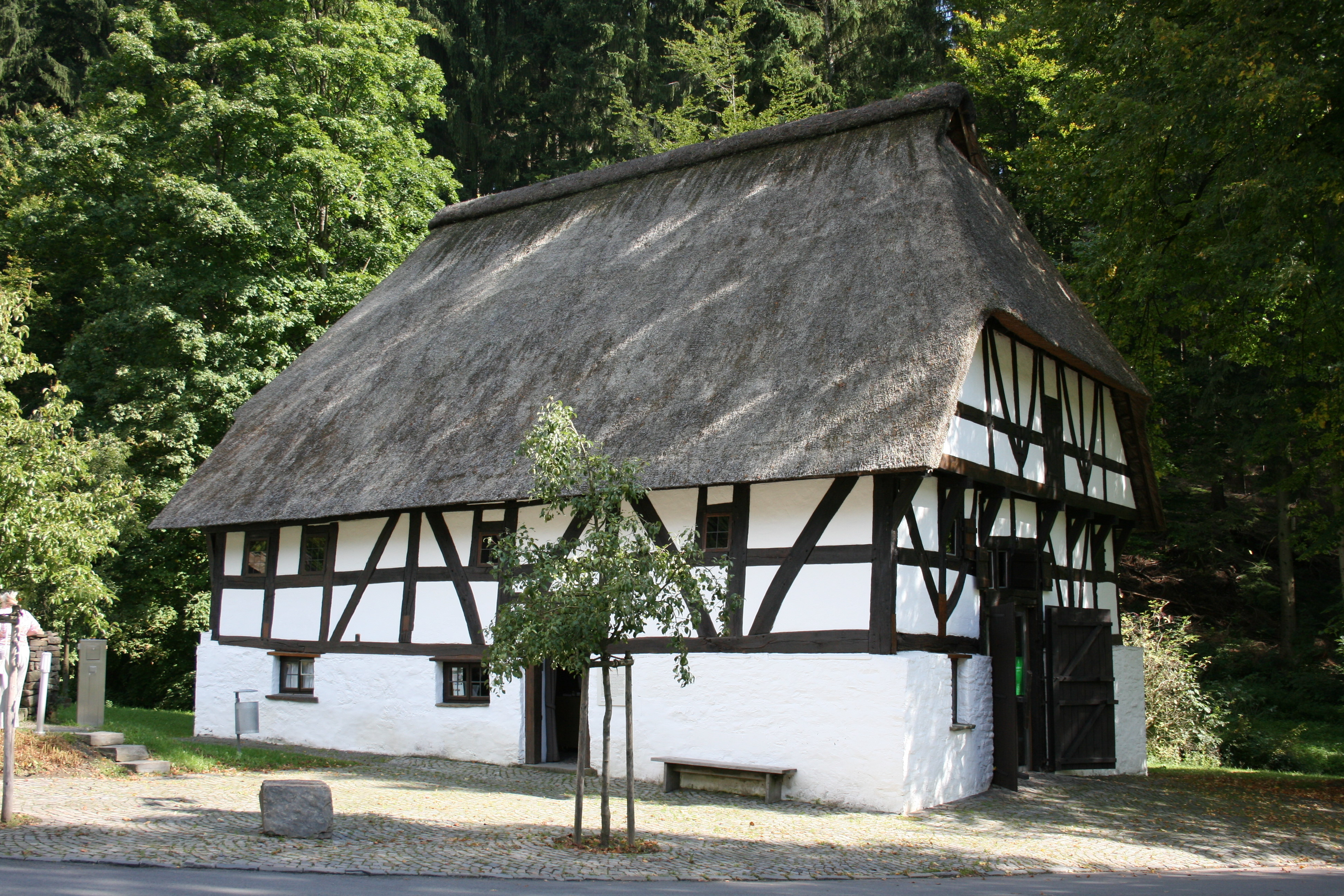
Haus Dahl

Haus Dahl – nach den ehemaligen Eigentümern auch „Haus Schenk“ genannt – ist das mutmaßlich älteste oberbergische Bauernhaus. Es befindet sich im Ortsteil Dahl der Gemeinde Marienheide im Oberbergischen Kreis in Nordrhein-Westfalen, Deutschland.
Erbaut wurde das Bauernhaus der Überlieferung nach 1585 (die angeblich ehemals am Türsturz des giebelseitigen Eingangs befindliche Jahreszahl ist nicht erhalten) und wurde 2003 aufwendig restauriert. Der zweigeschossige Bau (Untergeschoss Bruchstein, Obergeschoss Fachwerk) gehört zum Haustyp des niederdeutschen Hallenhauses, dessen Verbreitungsgebiet einst von der Agger bis zur Nordsee reichte. Vor dem eingangabgewandten Giebel befindet sich ein strohgedecktes Vorratsgewölbe. Im Inneren ist die historische Raumaufteilung des sog. „Flettdeelenhauses“ (Menschen- und Tierbehausung unter einem Dach) weitgehend erhalten bzw. wiederhergestellt.
Haus Dahl wurde vom Oberbergischen Kreis erworben und beherbergt eine Nebenstelle des Oberbergischen Heimatmuseums „Schloss Homburg“. Es bietet einen Einblick in das Leben und die Arbeit der Bauern der damaligen Zeit und dokumentiert das Leben der Familie Schenk bis 1963.